# S/S Correct

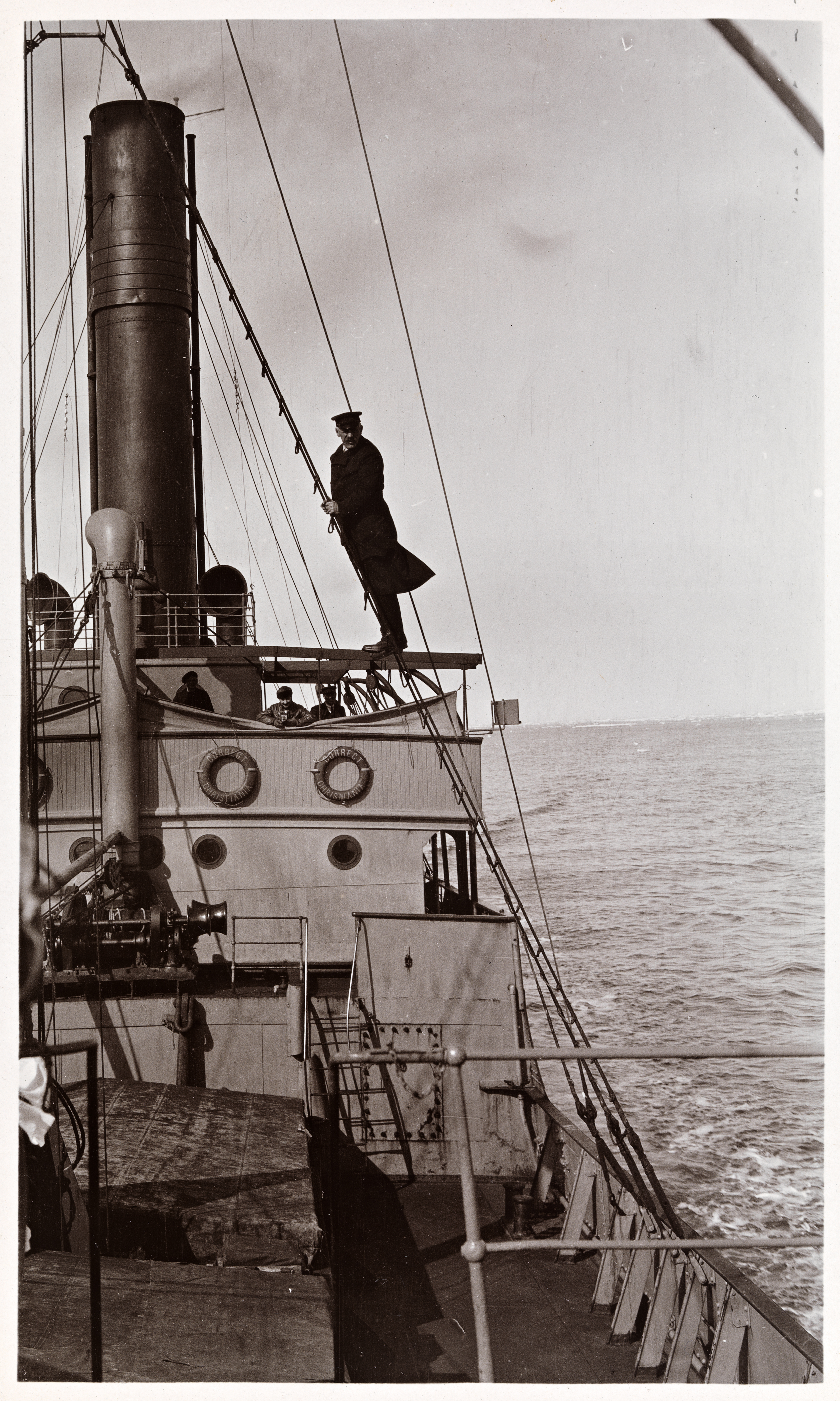
Fridtjof Nansen klättrar upp till utkikstunnan på S/S Correct

S/S Correct var ett norskt ånglastfartyg, som var ett av de första att segla i fraktfart genom Nordostpassagen till Sibirien. Det var byggt i stål i Nederländerna 1908 och 68,5 meter långt.
Den norske entreprenören Jonas Lied byggde strax före första världskriget upp en affärsverksamhet i norra Sibirien genom det av honom grundade Det sibirske kompani (The Siberian Steamship, Manufacturing & TradingCompany). Lied grundlade bland annat ett sågverk i Lesosibirsk vid Jenisej och fick till stånd en handelsrutt nedför Jenisej och runt Kolahalvön och den norska kusten. Han följde själv med på färden med S/S Correct, tillsammans med två ryska gäster samt Fridtjof Nansen. S/S Correct hade fått ett skyddsskal med stående ekbrädor runt bogen för att stå emot isen.
Jonas Lied organiserade 1913 en första handelsfärd från Tromsø till Jenisejs mynning med S/S Correct. På ditresan i 9-29 augusti var frakten cement och på återresan i 11-16 september huvudsakligen timmer.
Fridtjof Nansen skrev boken Gjennem Sibir 1914 om sin resa till och i Sibirien, vars första etapp var med S/S Correct till Jenisejs mynning. Därefter fortsatte han på egen hand med de två ryska passagerarna från S/S Correct uppför Jenisej till Krasnojarsk med en flodbåt. 

## Bildgalleri

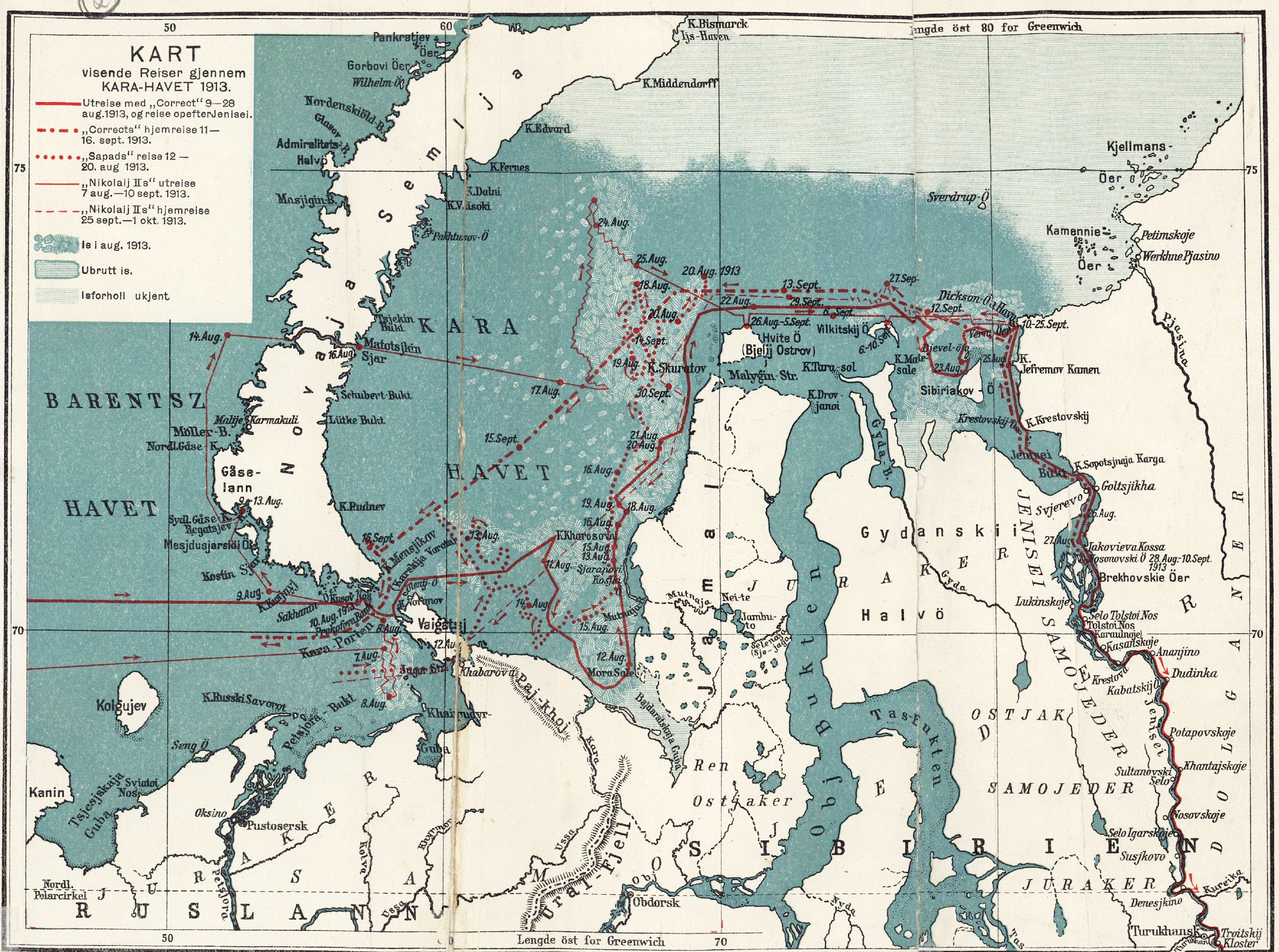
Karta över Karahavet och Jenisejs mynning med S/S Corrects väg
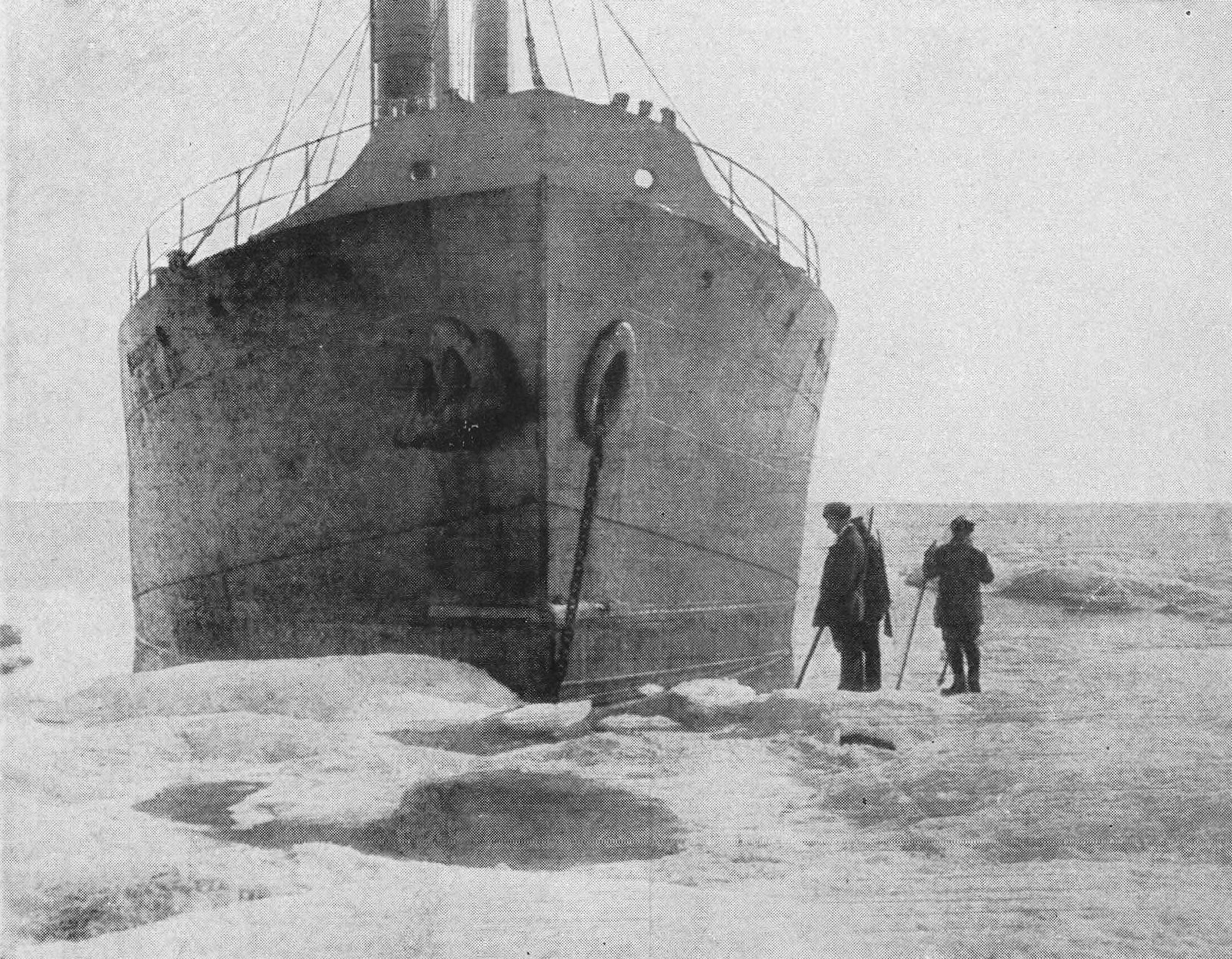
Bogen, med isförstärkning av ekbrädor
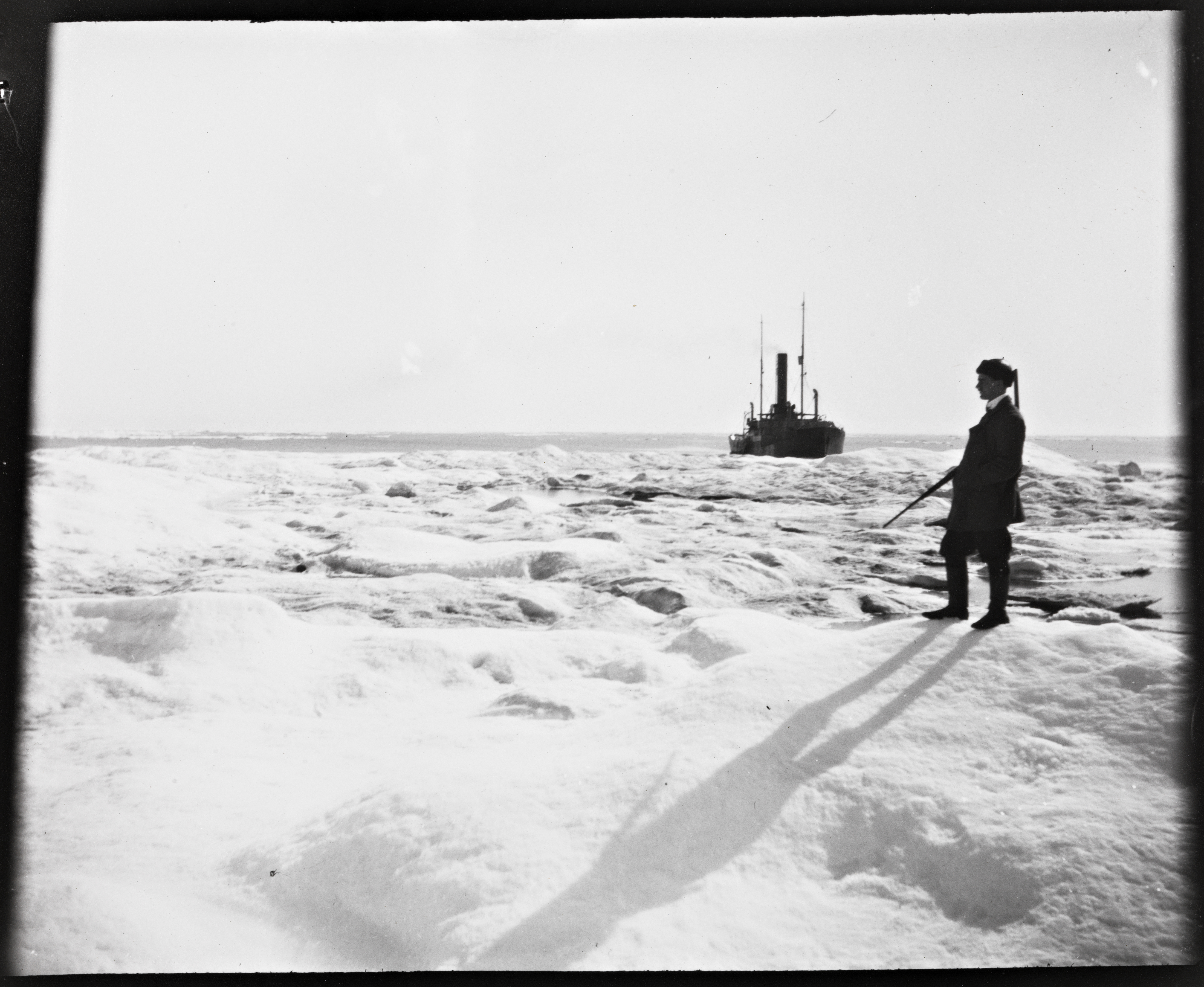
Jonas Lied med gevär på isen med S/S Correct i bakgrunden
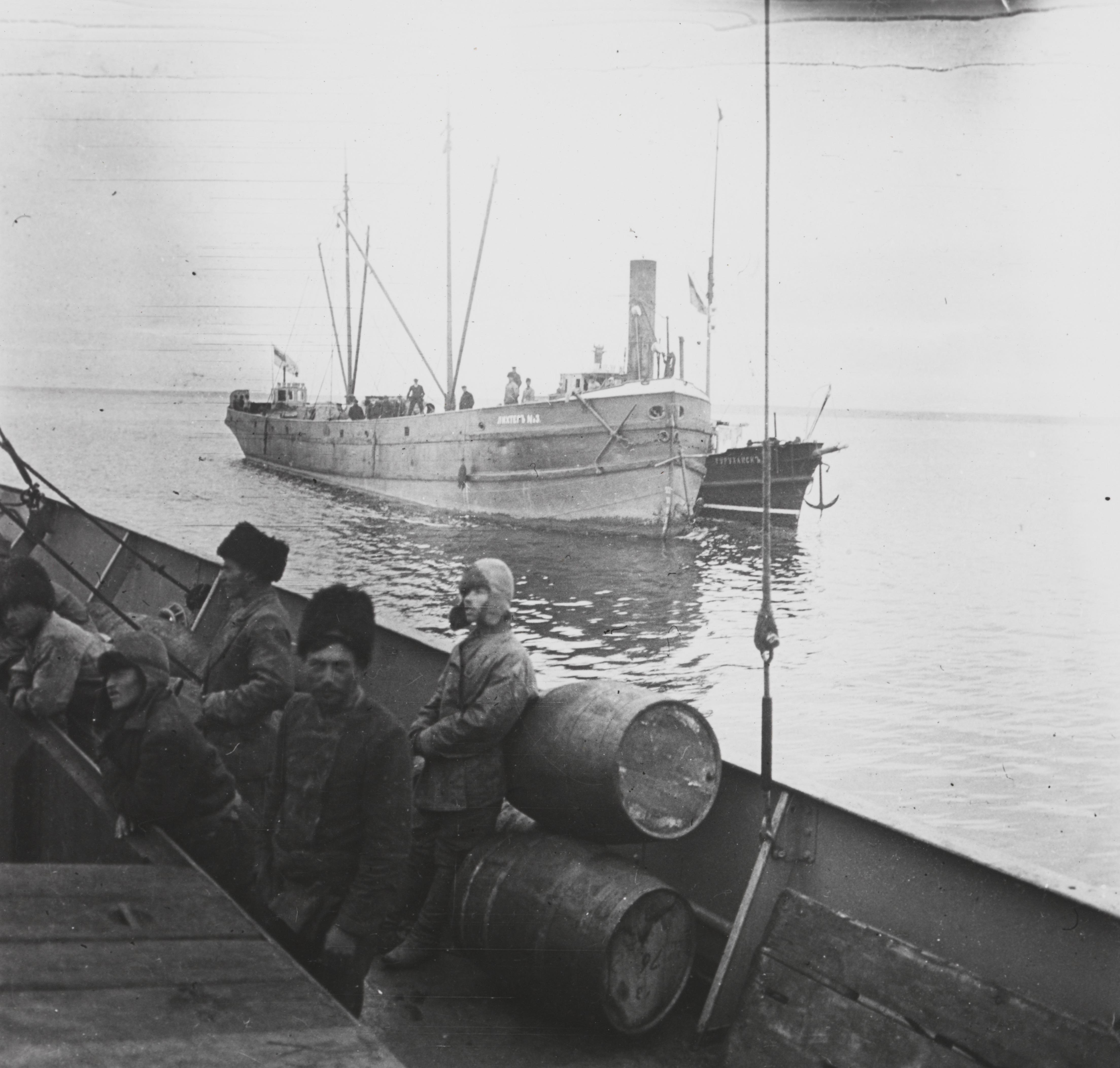
S/S Correct med den ryska pråmen Turukhansk vid Jenisejs mynning, 1913
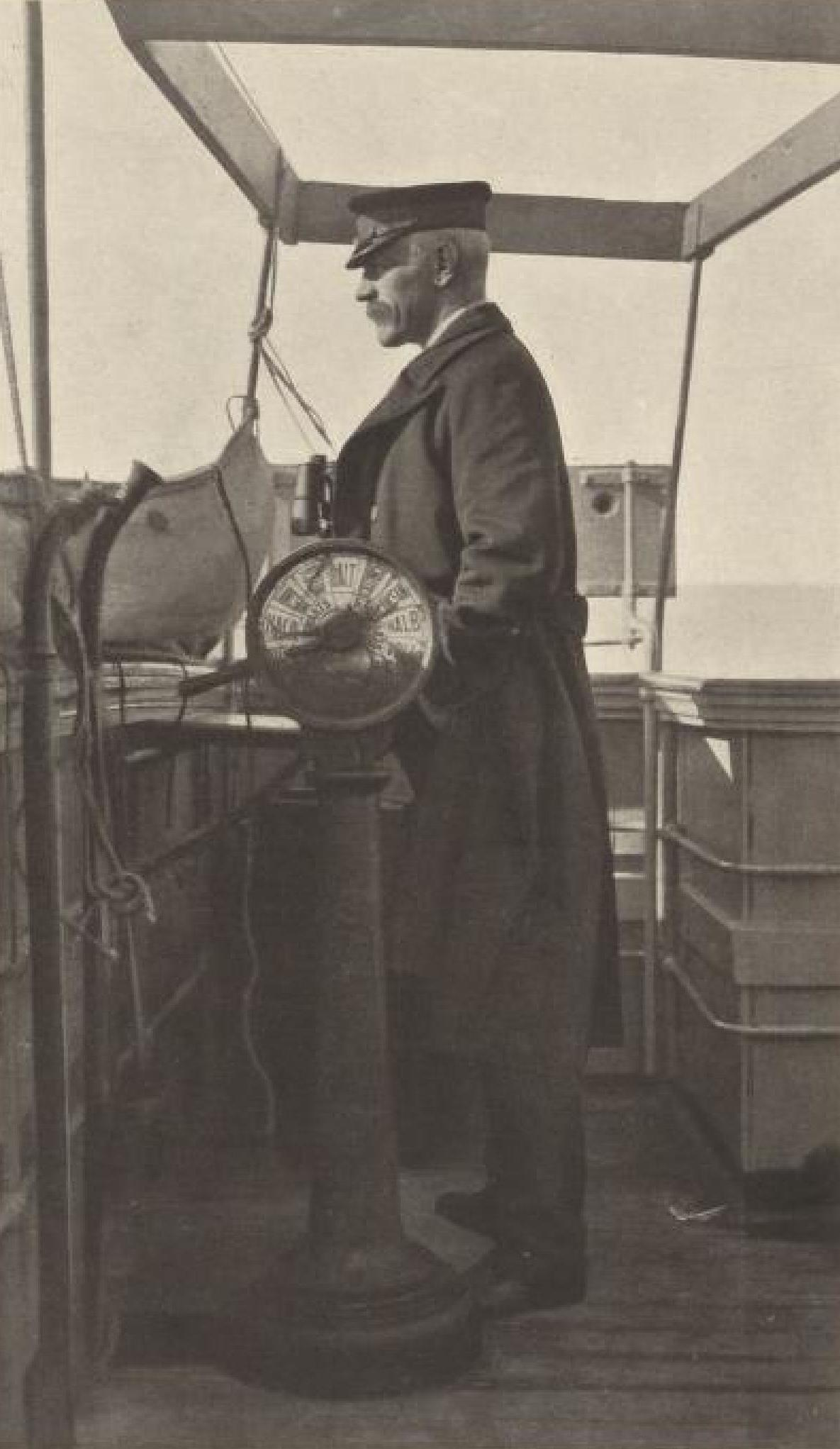
Fridtjof Nansen på bryggan på S/S Correct